# Morris Oxford
Morris Oxford es el nombre de una serie de modelos de automóviles producidos por Morris Motor Company del Reino Unido, desde el Oxford "Bullnose" de 1913 al Oxford VI (1961-1971).

## Bullnose (1913-1914)

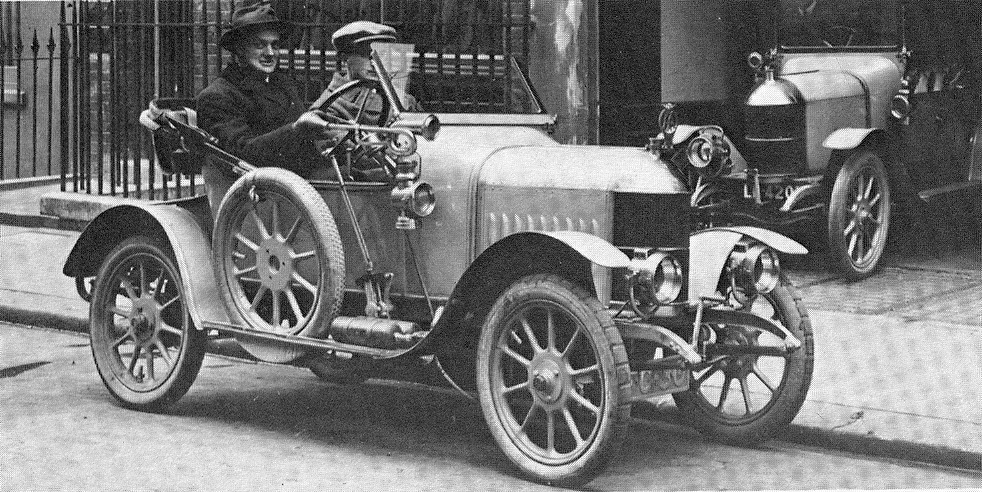
Morris Oxford Bullnose de 1913.

El primer automóvil de William Morris fue llamado Oxford en reconocimiento a su ciudad natal. Para mantener los costos bajos prácticamente todos los componentes fueron comprados y montados por Morris. Era un vehículo pequeño con motor de 1.018 cc de cuatro cilindros con válvula lateral y cabeza de cilindros fijas de la empresa White and Poppe. El sistema de ignición era una magneto de Bosch.
El chasis era de construcción de chapa de acero; la suspensión delantera eran hojas de muelles semielípticos en la parte delantera y tres cuartos en la parte trasera. Tenía frenos solo en la parte delantera. Tenía caja de cambios de tres marchas más la marcha atrás. Los faros principales eran de acetileno mientras que los laterales y posteriores eran lámparas de aceite.
El automóvil debe su nombre a la ronda coronada distintiva del radiador que en un primer momento se llamó "Bull nose" o "nariz de toro". La mayoría de las carrocerías, producidas en Raworth de Oxford, eran del tipo turismo de dos asientos abiertos. También hubo una versión furgoneta, pero el chasis era demasiado corto para que se pudieran instalar cuatro asientos.
Sus dimensiones eran de 3.200 mm de largo por 1.100 de ancho y 2.100 de batalla.
Se produjeron 1302 unidades entre 1913 y 1914.

## Oxford (1919-1926)

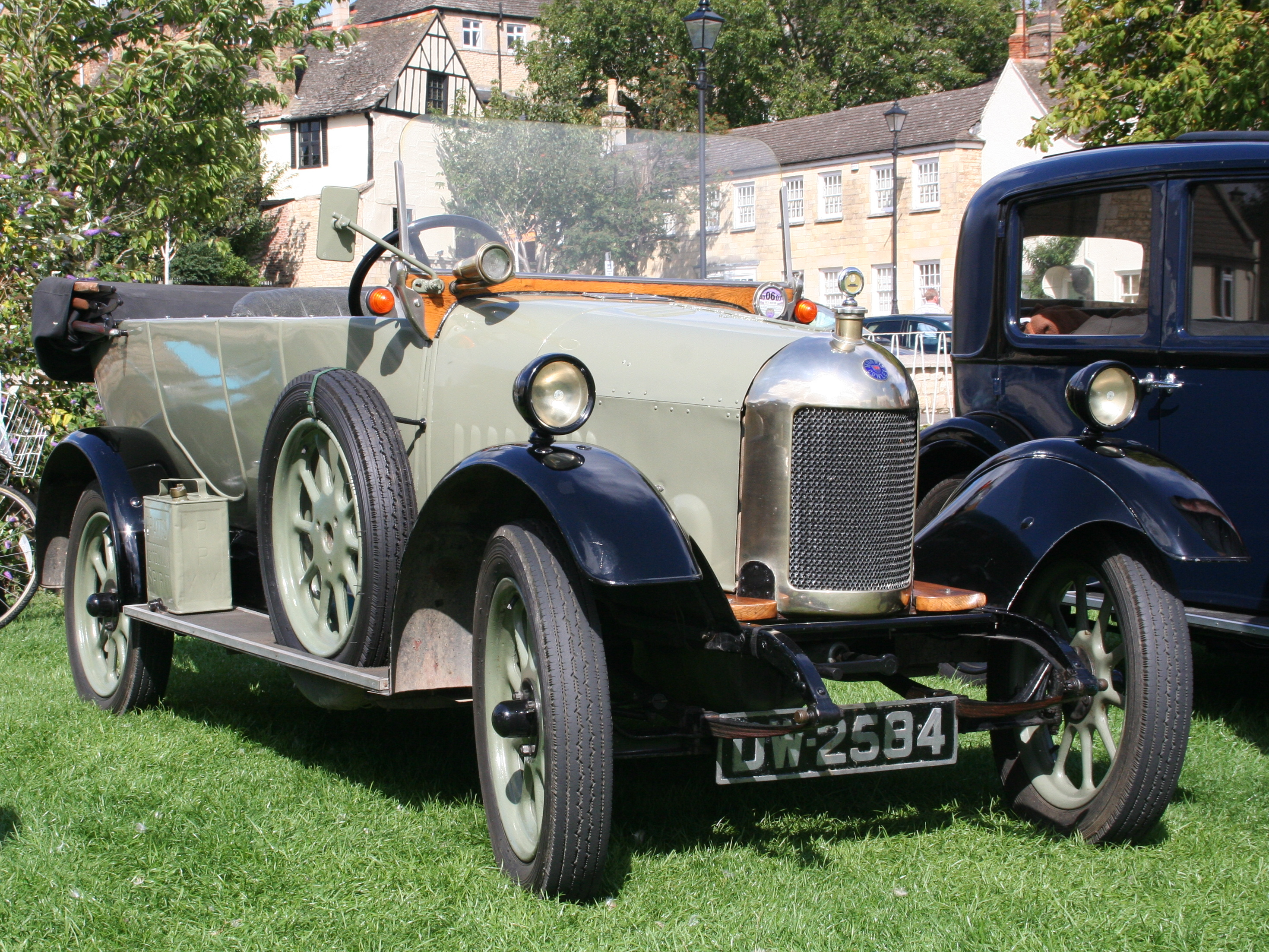
Morris Bullnose Cowley 1922.

El Oxford 1919 fue una versión de lujo del modelo Cowley. Se mantuvo el estilo del radiador Bullnose antes de la guerra, pero en una versión más grande. El motor de 1548 cc fue de diseño continental de la sucursal británica de la empresa francesa Hotchkiss en Coventry, que tenía precios mucho menores que White and Poppe. Morris compró la fábrica británica de Hotchkiss en 1923 y le cambió el nombre a sus motores. En 1923 el motor se amplió a 1802 cc.
Se diferencia del Cowley en poseer un mejor sistema eléctrico y tapicería de cuero. En 1925 se le puso un chasis más largo con mayor distancia entre ejes para diferenciarlo más del Cowley, y frenos en las cuatro ruedas. Este modelo de Oxford sería la base del primer MG, el 14/28 Super Sports. Tenía cuatro plazas y una longitud de 4.000 mm.
Una variante de corta duración de seis cilindros, el F-Tipo Seis de Oxford fue anunciado en 1920 y, en teoría, estuvo disponible hasta 1926. El motor de 2.320 cc resultó poco fiable y se vendieron muy pocas unidades. Aunque el automóvil tenía nueve pulgadas más de largo (230 mm), todo el espacio extra se dedicó al motor.

## Oxford Flatnose (1926-1930) y Six (1929-33)

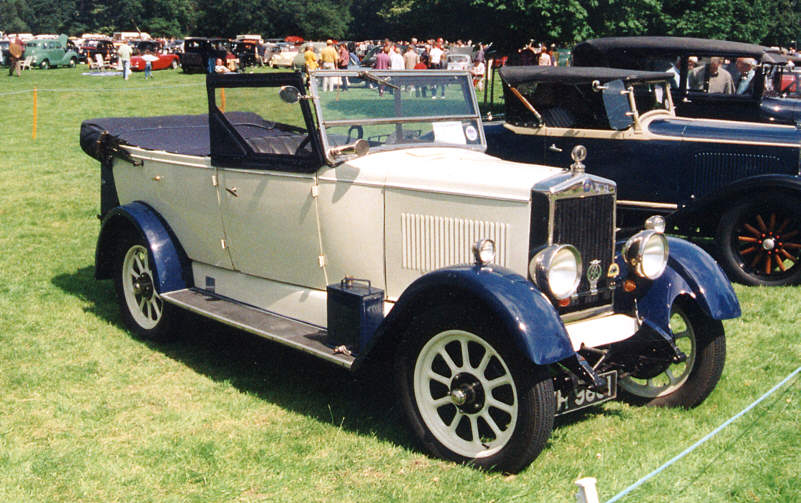
Morris Oxford de 1927, "flatnose" ("nariz plana").

El distintivo radiador nariz de toro fue cambiado en 1926 en una nueva versión mejorada del automóvil. Se mantuvo el motor pero se agregaron nuevas opciones de carrocerías incluyendo salones totalmente de acero.
Se produjo una versión de seis cilindros y 1.938 cc, la serie LA Oxford seis, entre 1929 y 1933 y tuvo mucho más éxito que la versión 1920. Junto a la berlina y el turismo de acero se ofreció un coche con cuerpos de tela hasta 1932, cuando este y el turismo fueron retirados, pero se introdujo un cupé. En 1932 la caja de cambios ganó una cuarta velocidad y el motor creció a 2.062 cc con la unidad de la serie Q.

## Oxford MO (1948-1954)

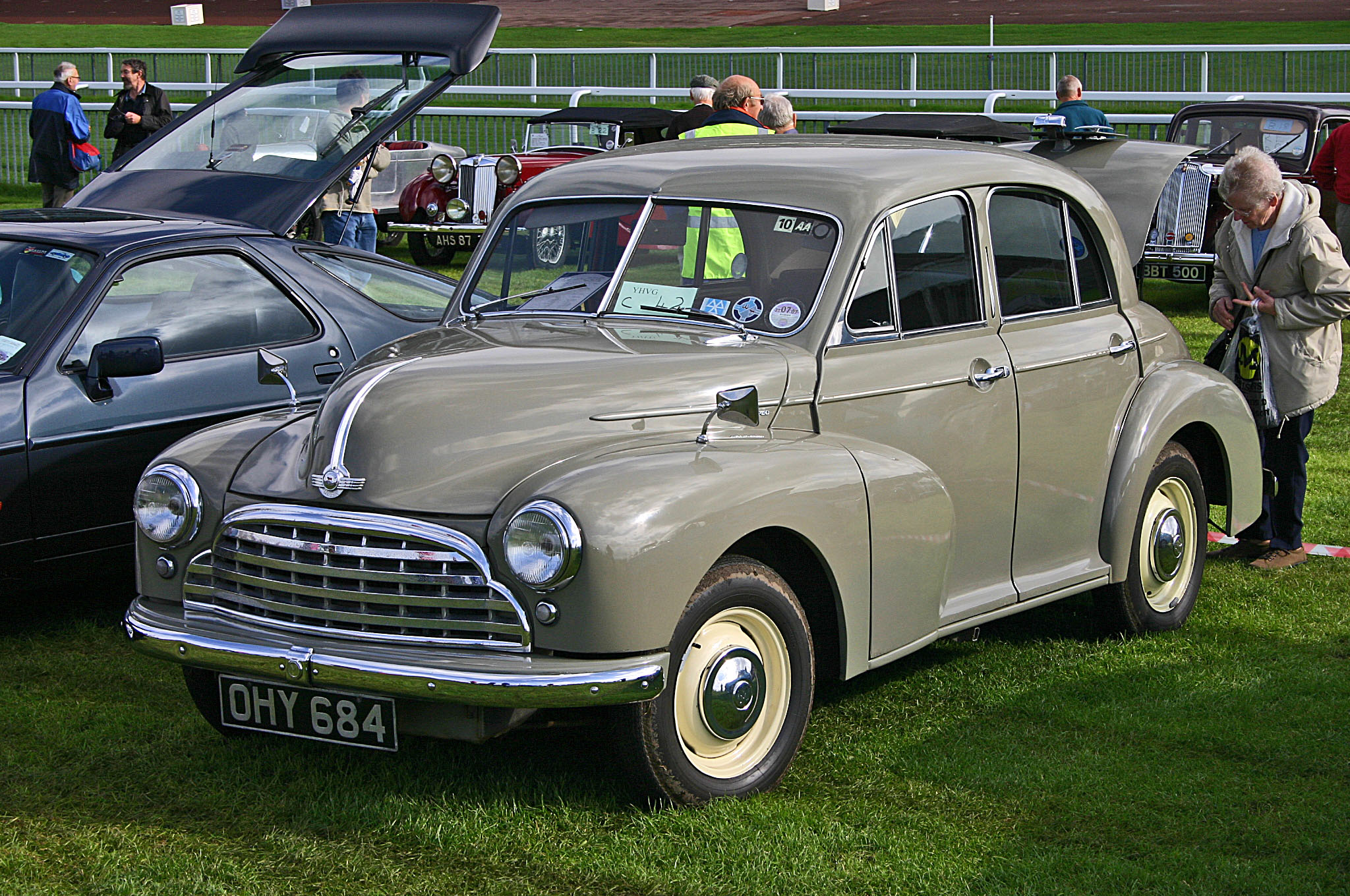
Morris Oxford MO.

Después de la Segunda Guerra Mundial, el Oxford MO tomó el lugar del Morris 10HP. Fue introducido en 1948 y producido hasta 1954. El diseño fue compartido con la Organización Nuffield, compañero estable de Wolseley como el Wolseley 4 / 50.
Diseñado por Alec Issigonis, con el Morris Minor, introdujo técnicas de construcción de unidad, aunque no es ampliamente reconocido como un coche monobloque de verdad. La suspensión delantera con barra de torsión fue otra de las novedades, y se ajustaron a su alrededor frenos de tambor de 8 pulgadas (200 mm) de accionamiento hidráulico. Bajo el capó, el MO fue un paso atrás en la tecnología de la pre-guerra de los Diez. El motor con un único carburador SU desplazaba 1.5 L y con su potencia de 40.5 bhp (30.2 kW) a 4200 rpm podía impulsar el coche a 72 mph (116 km/h). La caja de cambios de cuatro velocidades tenía una columna de dirección que se gobernaba por piñón y cremallera.
Se produjeron 159.960 unidades.
Una versión de seis cilindros fue vendida como Morris Six MS. Una versión comercial del vehículo fue producido desde 1950 hasta 1956 como camioneta y utilizó parte de la carrocería del Oxford MO, pero con un chasis por debajo. Se vendió como el Morris Cowley MCV. Hindustan Motors India produjo una versión de este automóvil llamándolo "Hindustan Catorce".

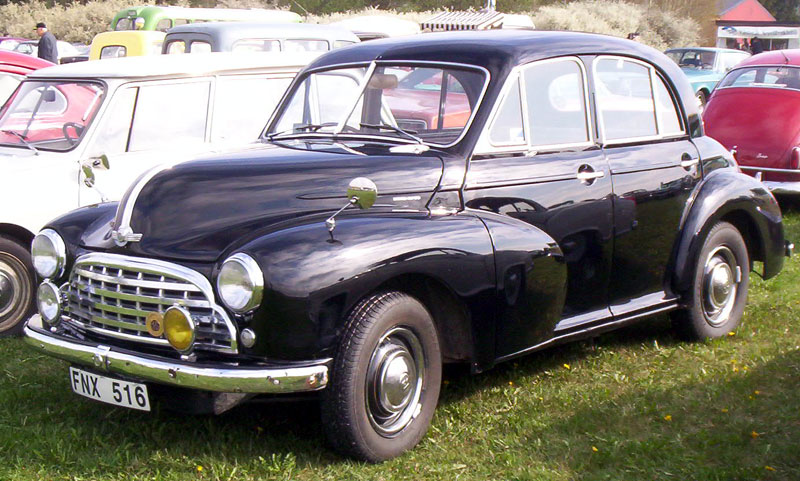
Morris Oxford 4 puertas Saloon de 1950
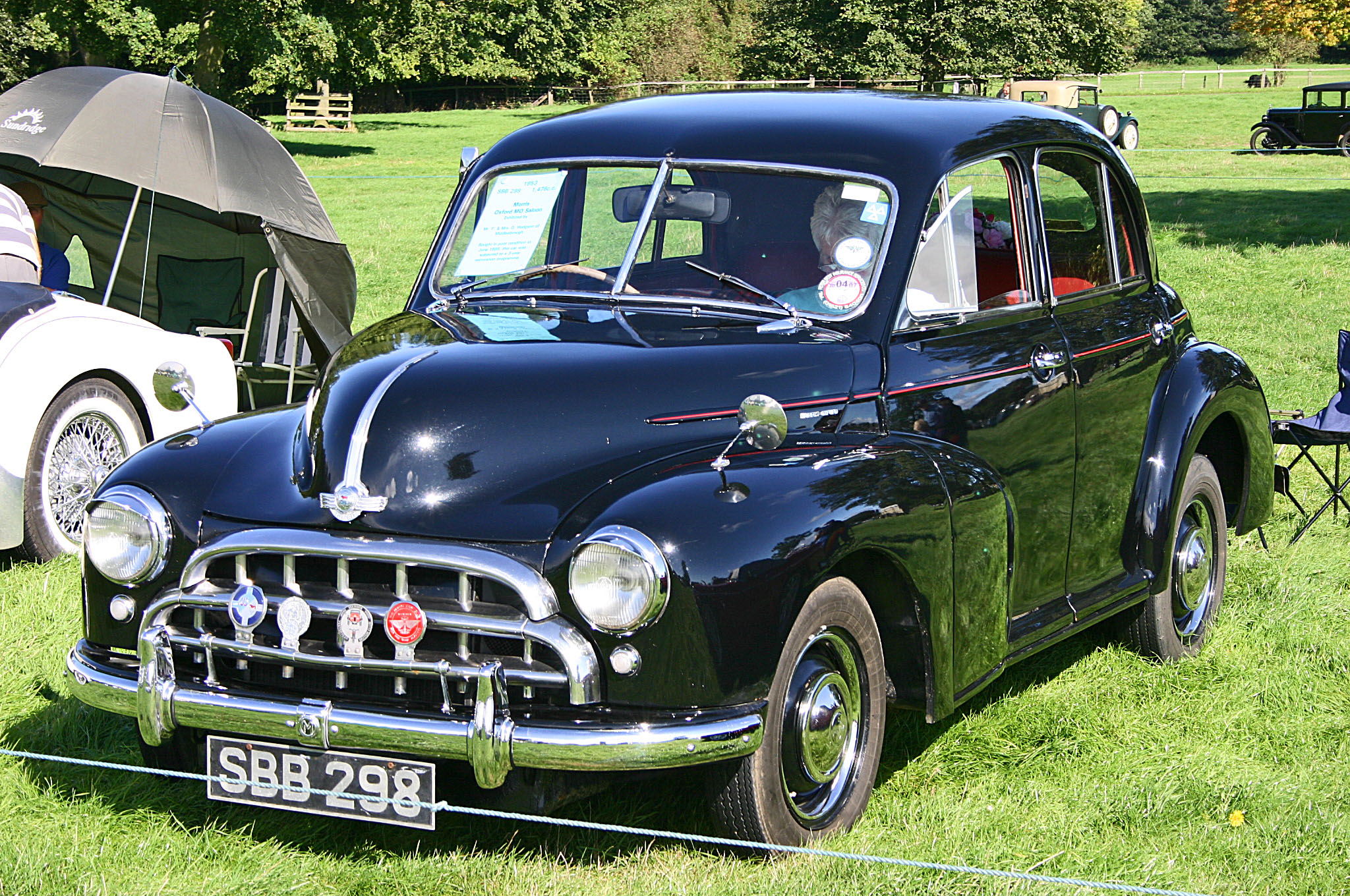
Morris Oxford MO de 1953
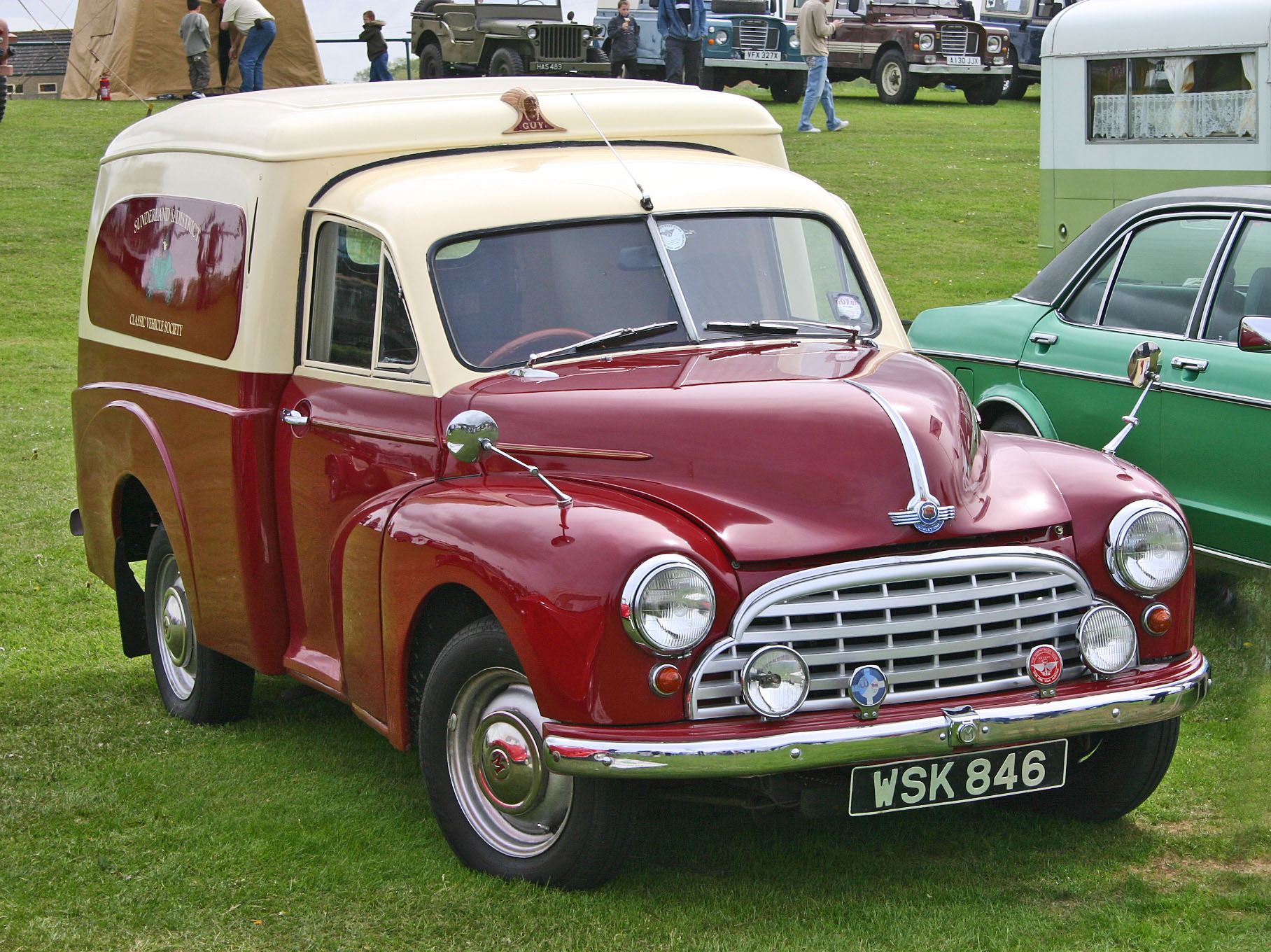
Morris Cowley MCV Van de 1952

## Oxford II (1954-56)

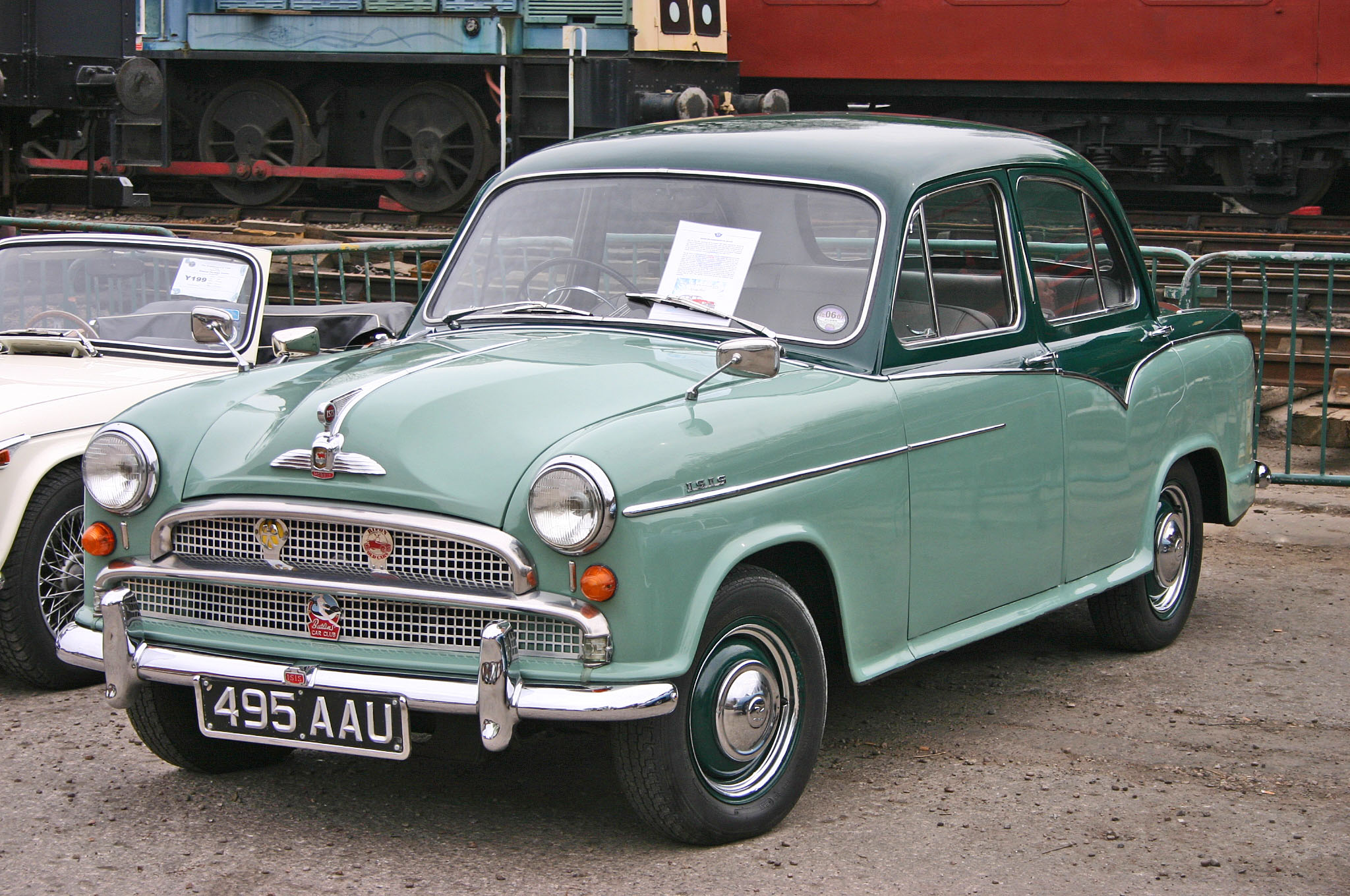
Morris Isis Serie II.

El Oxford fue rediseñado para el año 1954 después de la formación de BMC, reservando el motor BMC Serie B OHV diseñado por Austin. Este motor 1.5 L producía 50 CV (37 kW) y permitió que el de Oxford llegara a 119 km/h. Se siguen utilizando los frenos de tambor hidráulico, pero el diámetro aumentó a 230mm. La dirección seguía siendo convencional de parrilla y piñón.
El diseño fue revisado, y aún era similar al Morris Minor pero ligeramente. Una vez más se ofrecieron un par de configuraciones de cuatro plazas, berlina 4 puertas y Traveller 2 puertas. La columna del cambio de marcha y el asiento delantero permitían convertir la berlina en seis plazas. La palanca del freno de mano se encuentra entre el lado del asiento y la puerta del lado del conductor. Inusualmente para un automóvil británico de su clase en el momento, el calentador era un accesorio estándar, pero la radio seguía siendo un extra.
La revista británica Motor probó un Serie II Salón en 1954 registrando una velocidad máxima de 119.4 km/h y una aceleración de 0 a 100 km/h en 28,9 s con un consumo de combustible de 10.0 L/100 km. Una versión de 6 cilindros se vendió como Morris Isis. Hindustan Motors India produjo la versión 4 cilindros llamándolo Hindustan Landmaster.

## Oxford III (1956-59)
El Oxford fue actualizado para 1956 con pintura optativa de dos tonos, el capó acanalado y pequeñas aletas traseras. En el interior los asientos de cuero se adornaron con banco, pero el panel de instrumentos fue revisado y equipado con un nuevo volante. El motor producía 55 CV (41 kW) a raíz de un aumento de la relación de compresión, aunque la velocidad máxima y la aceleración seguían siendo las mismas. También tenía opcional una transmisión semiautomática de dos pedales, "manumatic", con embrague centrífugo que funcionaba en vacío. Tenía una suspensión frontal independiente con barras de torsión hacia adelante.
La serie III Traveller con madera fue sustituida por la Serie IV en 1957, aunque la versión Salón se mantuvo en producción hasta que el serie V (diseño Pininfarina) se introdujo en 1959. Se construyeron 58.117 de los Oxford de la serie III y IV.
La revista Motor probó un Serie III manumatic Salón en 1957 registrando una velocidad máxima de 119,7 km/h y una aceleración de 0–100 km/h en 30,5 s. El consumo de combustible fue de 10.5 L/100 km.
Este coche fue la base para el Hindustan Ambassador. Desde el año 1957 se sigue construyendo en la India, unos 50 años después de la desaparición del Oxford III, aunque con notables cambios de diseño, pero manteniendo las originalidades.

## Oxford IV (1957-60)
El Oxford IV se fabricó solo en versión familiar. Se reemplazó la carrocería de madera por acero para el Serie III Traveller. Era similar a la berlina de la Serie III, en muchos aspectos. El IV se introdujo en 1957 y fue producido junto a la Serie V hasta 1960. Una característica interesante es que el depósito de combustible único puede cargarse por ambos lados del automóvil.

## Oxford V (1959-1961)
Para 1959, el Oxford se había fusionado con el BMC Farina diseñado por Pininfarina junto con otra media docena de modelos, incluyendo el Wolseley 15/60 de 1958, el Riley 4/68 de 1959, el Austin A55 Cambridge Mark II y el MG Magnette Mark III. Los automóviles Austin y Morris eran casi idénticos pero fueron producidos en fábricas distintas. Cuando fue probado por la revista The Motor, el automóvil alcanzaba una velocidad máxima de 126 km/h y podía acelerar de 0 a 100 km/h en 25,4 segundos.
Se ofrecían las versiones Standard y de lujo. El paquete de lujo incluía un calentador, viseras gemelas para el sol, dos cuernos, un reloj y asientos de cuero. Un esquema de pintura de dos tonos y una radio estaban disponibles como opciones.
En el mercado local la versión Standard costó £815 y la de lujo £844 incluyendo impuestos. En total se construyeron 87.432 unidades del Oxford serie V.

## Oxford VI (1961-1971)
Los cinco automóviles Farina se actualizaron en 1961 con una nueva versión del motor 1.6 L de la serie B y una nueva revisión del aspecto. Las aletas de la cola habían sido recortadas y cambiaron detalles entre las marcas. El Morris mantuvo el guion de la serie V, mientras que el Austin tuvo un diseño totalmente nuevo imitación falsa madera.
El Morris Oxford Traveller Mark V fue sustituido por un Mark VI, aunque con pocos cambios, aparte de la parrilla frontal.
The car which took the Oxford's place at the smaller end of the market segment was the Morris Marina, which also succeeded the yet smaller Minor.
Un motor diésel del Oxford Mark VI, presentado poco después de la actualización de 1961, fue popular como taxi. Las variantes del mismo motor diésel fueron utilizadas durante mucho tiempo en aplicaciones marinas.
El Oxford VI se mantuvo en producción hasta 1971 con 208.823 unidades producidas. El Oxford fue sustituido por el Morris 1800 de 1967, pero ambos fueron construidos en paralelo hasta 1971 porque tanto en términos de precios como de espacio interior el 1800 cayó en el segmento de mercado de un coche un poco más grande. El coche que tomó el lugar del Oxford en el extremo más pequeño del segmento de mercado fue el Morris Marina, que también fue el sucesor del Morris Minor.